# قتل‌عام مه ۱۹۴۵ سطیف
قتل‌عام مه ۱۹۴۵ سطیف (عربی: مجازر ۸ ماي ۱۹۴۵) اکثر بخش‌های الجزایر از جمله مهمترین مناطق سطیف، مسیلا، گلیما، خوراتا، سکه اهر را شامل شد. پس از این کشتارها الجزایری‌ها یقین پیدا کردند که استعمار فرانسه زبان گفتگو نمی‌داند و تمام وعده‌ها و شعارهای آن دروغی بیش نبوده‌است و آنچه که با زور از آنها گرفته شده را بایستی با زور بدست بیاورند. این جرقه‌ای بود که انقلاب الجزایر را به‌حرکت درآورد.

## قبل از قتل‌عام
وضعیت در الجزایر قبل از قتل‌عام ۸ مه ۱۹۴۵، محدود به یکسری تلاشها در میان دوستداران آزادی بیان بود که درصدد انجام کارهای مشترک و ایجاد یک جبهه متحد بودند. در سال ۱۹۴۵ کنفرانس دوستداران بیان برگزار شد و طی آن خواستار لغو نظام شهرداری‌های مختلط و حکومت نظامی در جنوب، به‌ رسمیت شناختن زبان عربی به عنوان زبان رسمی و همچنین آزادی مصالی الحاج شدند. این فعالیت ملی باعث وحشت فرانسوی‌ها شد و تلاش کردند از طریق کمیته‌هایی که به اصلاحات معتقد بودند مانع فعالیت آنها شوند، نگرانی فرانسویان آزادسازی کشور بود لذا منتظر فرصتی بودند تا بتوانند جنبش ملی را از بین ببرند.
الجزایری‌ها در این میان متعهد شده بودند که در جنگ جهانی دوم برای آزاد کردن کشور خود در کنار فرانسویان در جنگ شرکت کنند و سربازان الجزایری در صف اول جنگ به عنوان سپر انسانی سربازان فرانسوی بودند. سپس مردم الجزایر به دلیل وعده ای که استعمار فرانسه داده بود و به امید یافتن استقلال کشورشان در یک تظاهرات مسالمت آمیز برای ابراز شادمانی خود شرکت کردند. اما این تظاهرات با خشونت نیروهای فرانسوی روبرو شد و تعداد زیادی کشته و زخمی شدند که اولین کشته آن بوزید سعال بود که با گلوله به قتل رسید.

## پایان جنگ جهانی دوم
رهبران جنبش ملی الجزایر با استفاده از روز اول ماه مه، برگزاری جشن‌هایی را در تمامی مناطق الجزایر شروع کردند از جمله در اورن، بجایا، تلمسن، کنستانتین، مصطحانه، گلیما، گلیزن، سپتف، باتنا، بیسکرا، خوانسله، سیدی بلعبس، سوق اهرا، چرچال، مالیاان، اسکیدا، سایده، آنابا، تبهسا، سور الزولان.
این جشن‌ها با برگزاری تجمع و راهپیمایی برای نشان دادن قدرت جنبش ملی و آگاهی مردم الجزایر نسبت به خواسته‌هایشان و نیز به عنوان یک وسیله فشار بر فرانسوی‌ها همزمان بود. تظاهرات در اول اردیبهشت سال ۱۹۴۵ تمامی الجزایر را در بر گرفت. آنها خواستار آزادی مصالی الحاج و استقلال الجزایر شدند و ضمن محکوم کردن سرکوب، پرچم ملی را برافراشتند. این تظاهرات صلح آمیز بود ولی فرانسه ادعا کرد که یک «طرح انقلابی» را در بجایا کشف کرده‌است، به ویژه هنگامی که دو افسر پلیس الجزایر کشته شدند؛ لذا دستگیری و ضرب و شتم بسیاری از الجزایری‌ها آغاز شد.
هنگامی که جشن رسمی در تاریخ ۷ مه اعلام شد، مارونی‌ها سازماندهی جشنواره شادی را آغاز کردند و الجزایری‌ها ضمن برگزاری این جشنواره خواستار آزادی و استقلال شدند و این درحالی بود که مجوز برگزاری تظاهرات را دولت فرانسه برای شرکت در جشن پیروزی متفقین به آنها داده بود.

## نتایج
پاسخ فرانسویان، سرکوب تظاهرات سازماندهی شده توسط الجزایری‌ها بود که منجر به قتل‌عام مردم بومی شد آنهم به شیوه سرکوب و کشتار جمعی مردان، زنان، افراد مسن و کودکان و با استفاده از زمین، هوا و نیروی دریایی و ویرانی روستاها.
در نتیجه این قتل‌عام بیش از ۴۵۰۰۰ الجزایری کشته شدند. (بوزید سعال ۲۲ ساله اولین جوانی بود که کشته شد). مردم روستاها  اموال خود را از دست داده و همگی نابود شدند. اما گزارشگران خارجی آمار ۵۰۰۰۰ تا ۷۰۰۰۰ کشته غیر مسلح را که بدست فرانسویان به‌ طرز وحشتناکی به‌قتل رسیدند تخمین می‌زنند.
علت این اختلاف در آمار نیز به این برمی‌گشت که مقامات فرانسوی مانع از درز صحیح اطلاعات راجع به این جنایت می‌شدند.